# Генк (футбольний клуб)
«Генк» (нід. K.R.C. Genk) — бельгійський футбольний клуб із міста Генка, заснований 1988 року, коли місцевий клуб «Вінтерслаг», заснований 1923 року, було об'єднано із іншим генкським клубом «Тор Ватерсхей». Виступає у лізі Жупіле. Домашнім стадіоном клубу є «Люмінус Арена», що вміщає понад 23 тисяч глядачів.

## Історія

### Злиття та перші роки
В 1988 році в результаті злиття двох клубів, «Ватершей Тор» та «Вінтерслаг», була створена нова команда, яка отримала назву «Koninklijke Racing Club Genk» («Королівський Рейсинг Клуб Генк»), або просто «Генк». Основою команди став клуб «Вінтерслаг», який дозволив новоствореній команді свій перший сезон 1988/89 провести одразу у вищому дивізіоні, за підсумками якого сезону «Генк» посів останнє місце і вилетів у другий дивізіон. Наступного сезону «Генку» вдалося повернутися в елітний дивізіон і протягом чотирьох років команда боролася за виживання, поки в сезоні 1993/94 знову не вилетіла дивізіоном нижче.

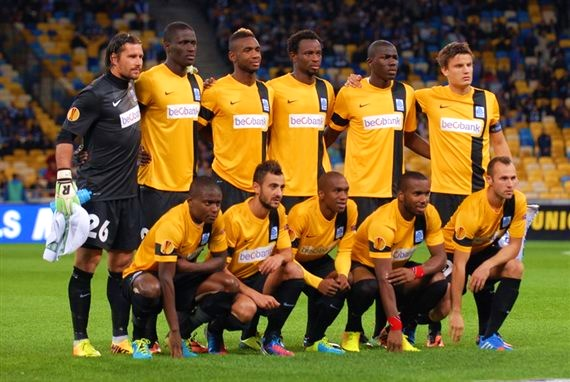
«Генк» у матчі Ліги Європи 2013/14 проти Київського «Динамо».

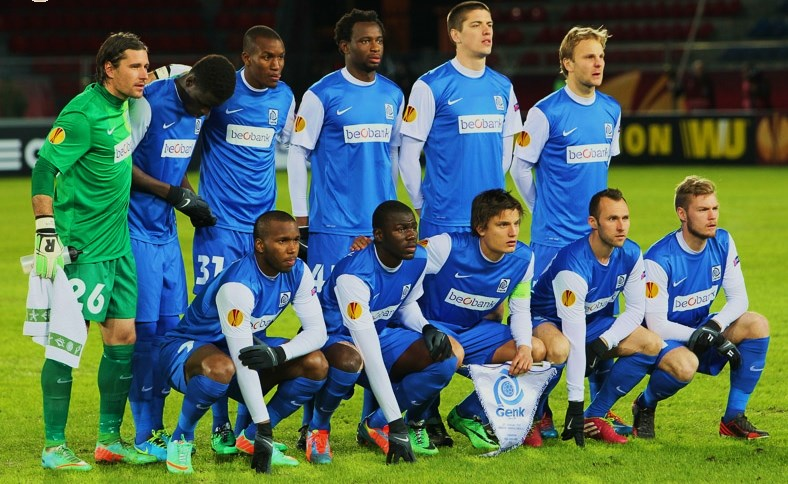
«Генк» у матчі Ліги Європи 2013/14 проти «Анжі»

У 1995 році новим головним тренером «Генка» став Еме Антюеніс. Після двох сезонів у другому дивізіоні він зміг вивести клуб в перший дивізіон. А в сезоні 1996/97 «Генк» посів сьоме місце в чемпіонаті і отримала право виступати в Кубку Інтертото 1997 року. Там команда посіла друге місце у групі, пропустивши в півфінал московське «Динамо». У сезоні 1997/98 «Генк» став срібним призером чемпіонату, пропустивши вперед тільки «Брюгге». У тому ж 1998 році «Генк» завоював свій перший трофей, ним став кубок Бельгії, у фіналі якого «Генк» обіграв «Брюгге» з рахунком 4:0. Завдяки цьому «Генк» отримав право виступати в Кубку володарів кубків УЄФА. У кваліфікаційному раунді «Генк» спочатку розгромив албанську «Аполонію» 9:1 за сумою двох зустрічей,, а потім у першому раунді і німецький «Дуйсбург» із загальним рахунком 6:1. у другому раунді команді належало зустрітися з іспанською «Мальоркою», в першому матчі в Бельгії команди зіграли внічию 1:1, а в гостьовому в Іспанії була зафіксована нічия 0:0, таким чином у чвертьфінал турніру за правилом гостьового голу пройшов іспанський клуб.. У чемпіонаті ж «Генк» виступив вдаліше, ставши вперше у своїй історії чемпіоном Бельгії сезону 1998/99 ,після цієї перемоги головний тренер « Генка» Еме Антюеніс очолив «Андерлехт».
Після перемоги в чемпіонаті, «Генк» отримав право дебютувати в головному європейському кубковому турнірі — Лізі чемпіонів сезону 1999/00. Дебют видався провальним — «Генк» стартував у турнірі в другому кваліфікаційному раунді проти словенського «Марібора», і в першому ж матчі в Словенії поступився з рахунком 1:5, тому навіть перемога в домашньому матчі з рахунком 3:0 не дозволила «Генку» пройти в наступний раунд. Ц чемпіонаті Бельгії сезону 1999/00 «Генк» теж виступив невдало, фінішувавши на восьмому місці,, але такий невдалий виступ виправила перемога в Кубку Бельгії, обігравши у фіналі льєзький «Стандард» з рахунком 4:1.

### 2000—2010
Завдяки перемозі в Кубку Бельгії «Генк» отримав право виступати в Кубку УЄФА сезону 2000/01. У першому раунді кубка УЄФА «Генк» зустрівся зі швейцарським «Цюрихом». В обох зустрічах «Генк» здобув перемоги з рахунком 2:1 та 2:0 і таким чином за сумою двох зустрічей 4:1 «Генк» вийшов у другий раунд, де команді належало зіграти з німецьким «Вердером» з міста Бремен. В обох матчах «Генк» значно поступився, спочатку з рахунком 1:4 в гостях, а потім і з рахунком 2:5 в домашньому матчі. В чемпіонаті Бельгії 2000/01 «Генк» посів 11-е місце.
Після невдалого сезону «Генк» повернув собі чемпіонський титул у сезоні 2001/02. Цей результат дозволив команді знову зіграти у Лізі чемпіонів сезону 2002/03. Там «Генк» вперше у своїй історії дійшов до групового етапу, але потрапивши в одну групу з такими клубами як «Реал Мадрид», «Рома», «АЕК», команда не змогла виграти жодного матчу, поступившись в чотирьох матчах і в двох зігравши внічию., тому посіла останнє місце в групі і вилетіла з єврокубків. В чемпіонаті Бельгії 2002/03 команда задовольнялася лише шостим місцем.
У сезоні 2006/07 «Генк» став срібним призером чемпіонату, поступившись тільки «Андерлехту», який випередив «Генк» всього на п'ять очок.. Наступний сезон видався для «Генка» провальним, команда в сезоні 2007/08 посіла 10 місце. Наприкінці сезону клуб очолив Ронні Ван Генегден, який вже був виконувачем обов'язки головного тренера «Генка» в період 2003 по 2004 рік. До цього Ван Генегден тренував молодіжний склад «Генка». З приходом нового тренера, клуб поповнився новими гравцями: півзахисником Даніелем Тежером з грецького АЕКа, захисником Жуаном Карлосом з «Локерена», а також нападником Адамом Немецом зі словацької «Жиліни».
1 липня 2008 року «Генк» відсвяткував своє 20-річчя з дня заснування клубу. У той же день клуб оголосив про підписання гравця національної збірної Чехії Даніела Пуділа, який раніше виступав за ліберецький «Слован». Чемпіонат Бельгії 2008/09 «Генк» почав з нічиєї 1:1 проти клубу «Жерміналь Беєрсхот», але поступово клуб зміг вийти в лідери чемпіонату. Після половини сезону «Генк» в чемпіонаті займав 4-е місце, поступаючись лідеру чемпіонату «Андерлехту» всього 8 очками, але до кінця чемпіонату команда спустилася на восьме місце. По ходу сезону в команді змінився тренер, в березні 2009 року головним тренером клубу став Гейн Вангазебрук. Головною подією в сезоні для «Генка» стала перемога в кубку Бельгії, 24 травня 2009 року в фінальному матчі проти «Мехелена» футболісти «Генка» здобули перемогу з рахунком 2:0, обидва м'ячі у складі переможця забив нападник Марвін Огунжимі. Ставши володарем кубка Бельгії «Генк» отримав право брати участь у наступному сезоні в розіграші Ліги Європи сезону 2009/10. Там команда виступила вкрай невдало, вилетівши у першому ж раунді від французького «Лілля» (1:2, 2:4).

### 2010— наш. час
Клуб виграв чемпіонат Бельгії у сезоні 2010/11. Це була третя перемога в історії клубу, яка дозволила команді знову зіграти у Лізі чемпіонів. Там команді друге у своїй історії вдалося дійти до групового етапу, зустрівшись у групі Е з «Челсі», «Валенсією» та «Баєром 04». Як і першого разу, бельгійцям не вдалось здобути жодної перемоги у групі, через що бельгійці посіли останнє 4 місце і вилетіли з єврокубків.
У сезоні 2012/13 років «Генк» вперше в історії пройшов груповий етап Ліги Європи, але вилетів від «Штутгарта» (1:1 та 0:2) у 1/16 фіналу. 9 травня 2013 року «Генк» виграв свій четвертий Кубок Бельгії, здолавши у фіналі проти «Серкль Брюгге» 2:0.
З 2015 по 2019 рік за команду вуглярів успішно виступав український футболіст — Руслан Маліновський
У сезоні 2016/17 «Генк» дійшов до чвертьфіналу Лізі Європи УЄФА, поступившись там іспанській Сельті (2:3, 1:1), провівши найуспішніший європейський сезон у своїй історії.
2019 року «Генк» виграв бельгійський Перший дивізіон А вчетверте у своїй історії і після восьмирічної відсутності повернувся до Ліги чемпіонів УЄФА на сезон 2019/20. Команда, яку тренував Філіпп Клемент, фінішувала першою в основній фазі чемпіонату, а потім підтвердила своє лідерство під час плей-оф. У груповому етапі Ліги чемпіонів команда знову не змогла здобути свою дебютну перемогу, зазнавши 5 поразок у 6 іграх і лише одного разу зігравши внічию. Так само невдало команда виступила і в чемпіонаті, посівши сьоме місце і залишившись без єврокубків на наступний рік.
У сезоні 2020/21 команда повернула собі місце серед грандів бельгійського футболу, вигравши вп'яте у кар'єрі Кубок Бельгії, а в чемпіонаті набрала однакову кількість очок із чемпіоном, клубом «Брюгге», не здобувши золоті нагороди лише за додатковими показниками.

## Логотипи

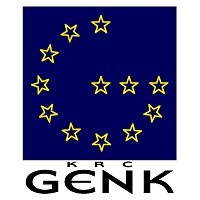
Логотип у 1995 — 2002 роках
Логотип у 2002 — 2016 роках
Логотип з 2016 року

## Досягнення
- Ліга Жупіле:
  - Переможець (4): 1998-99, 2001-02, 2010-11, 2018-19
  - Друге місце (4): 1997-98, 2006-07, 2020-21, 2022-23

- Другий дивізіон:
  - Переможець (1): 1975-76
  - Друге місце (2): 1986-87, 1995-96

- Фінальний раунд Другого дивізіону:
  - Переможець (2): 1987, 1990
  - Друге місце(1): 1974

- Кубок Бельгії:
  - Володар кубка (5): 1997-98, 1999-00, 2008-09, 2012-13, 2020-21
  - Фіналіст кубка (1): 2017-18

- Суперкубок Бельгії:
  - Володар кубка (2): 2011, 2019

## Поточний склад
Станом на 16 серпня 2024
| №  | Поз. | Нац.       | Гравець                |
| -- | ---- | ---------- | ---------------------- |
| 1  | ВР   | Бельгія    | Гендрік Ван Кромбрюгге |
| 3  | ЗХ   | Іспанія    | Муджаїд Садік          |
| 6  | ЗХ   | Бельгія    | Матте Сметс            |
| 8  | ПЗ   | Бельгія    | Браян Гейнен (капітан) |
| 9  | НП   | Швейцарія  | Анді Зечірі            |
| 10 | ПЗ   | Марокко    | Біляль Ель-Ханнус      |
| 11 | ПЗ   | Бельгія    | Люка Оєн               |
| 14 | НП   | Нігерія    | Їра Сор                |
| 15 | ПЗ   | Бельгія    | Томас Клас             |
| 17 | ПЗ   | Словаччина | Патрик Грошовський     |
| 18 | ЗХ   | ДР Конго   | Йоріс Каємбе           |
| 19 | ПЗ   | Еквадор    | Яймар Медіна           |
| 20 | ПЗ   | Греція     | Константінос Карецас   |
| 21 | ПЗ   | Гвінея     | Ібраїма Сорі Бангура   |

| №  | Поз. | Нац.      | Гравець               |
| -- | ---- | --------- | --------------------- |
| 22 | ЗХ   | Бельгія   | Бред Мангелле         |
| 23 | ЗХ   | Бельгія   | Ярне Стеккерс         |
| 24 | ПЗ   | Австрія   | Ніколас Заттльбергер  |
| 25 | ПЗ   | Аргентина | Матіас Галарса        |
| 27 | НП   | Бельгія   | Кен Нкуба             |
| 32 | НП   | Бельгія   | Ноа Адедеджи-Стемберг |
| 34 | ЗХ   | Венесуела | Адріан Паласіос       |
| 39 | ВР   | Бельгія   | Майк Пендерс          |
| 44 | ЗХ   | Бельгія   | Хосуе Конголо         |
| 46 | ЗХ   | Колумбія  | Карлос Куеста         |
| 77 | ПЗ   | Марокко   | Закарія Ель-Уахді     |
| 90 | ПЗ   | Гана      | Крістофер Бонсу Баа   |
| 99 | НП   | Нігерія   | Толу Арокодаре        |

## Виступи в єврокубках
- КР = кваліфікаційний раунд
- ПО = плей-оф
- Р = раунд
- Група = Груповий раунд
- 1/8 = 1/8 фіналу / 1/4 = чвертьфінал / 1/2 = півфінал
- Ф = фінал

| Сезон   | Змагання               | Раунд   | Клуб               | Вдома | На виїзді | В сукупності |
| ------- | ---------------------- | ------- | ------------------ | ----- | --------- | ------------ |
| 1997    | Кубок Інтертото        | Група 5 | Б36 Торсгавн       | Н/Д   | 5–0       | 2-е          |
| 1997    | Кубок Інтертото        | Група 5 | Стабек             | 4–3   | Н/Д       | 2-е          |
| 1997    | Кубок Інтертото        | Група 5 | Динамо Москва      | Н/Д   | 2–3       | 2-е          |
| 1997    | Кубок Інтертото        | Група 5 | Панахаїкі          | 4–2   | Н/Д       | 2-е          |
| 1998–99 | Кубок володарів кубків | КР      | Аполонія           | 4–0   | 5–1       | 9–1          |
| 1998–99 | Кубок володарів кубків | 1Р      | Дуйсбург           | 5–0   | 1–1       | 6–1          |
| 1998–99 | Кубок володарів кубків | 2Р      | Мальорка           | 1–1   | 0–0       | 1–1 (г)      |
| 1999–00 | Ліга чемпіонів         | 2КР     | Марибор            | 3–0   | 1–5       | 4–5          |
| 2000–01 | Кубок УЄФА             | 1Р      | Цюрих              | 2–1   | 1–0       | 3–1          |
| 2000–01 | Кубок УЄФА             | 2Р      | Вердер             | 2–5   | 1–4       | 3–9          |
| 2002–03 | Ліга чемпіонів         | 3КР     | Спарта Прага       | 2–0   | 2–4       | 4–4 (г)      |
| 2002–03 | Ліга чемпіонів         | Група C | АЕК                | 0–0   | 1–1       | 4-е          |
| 2002–03 | Ліга чемпіонів         | Група C | Реал Мадрид        | 1–1   | 0–6       | 4-е          |
| 2002–03 | Ліга чемпіонів         | Група C | Рома               | 0–1   | 0–0       | 4-е          |
| 2004    | Кубок Інтертото        | 2Р      | Марек Дупниця      | 2–1   | 0–0       | 2–1          |
| 2004    | Кубок Інтертото        | 3Р      | Боруссія Дортмунд  | 0–1   | 2–1       | 2–2 (г)      |
| 2004    | Кубок Інтертото        | 1/2     | Уніан Лейрія       | 0–0   | 0–2       | 0–2          |
| 2005–06 | Кубок УЄФА             | 2КР     | Металургс Лієпая   | 3–0   | 3–2       | 6–2          |
| 2005–06 | Кубок УЄФА             | 1Р      | Литекс             | 0–1   | 2–2       | 2–3          |
| 2007–08 | Ліга чемпіонів         | 2КР     | Сараєво            | 1–2   | 1–0       | 2–2 (г)      |
| 2009–10 | Ліга Європи            | ПО      | Лілль              | 1–2   | 2–4       | 3–6          |
| 2010–11 | Ліга Європи            | 3КР     | Інтер Турку        | 3–2   | 5–1       | 8–3          |
| 2010–11 | Ліга Європи            | ПО      | Порту              | 0–3   | 2–4       | 2–7          |
| 2011–12 | Ліга чемпіонів         | 3КР     | Партизан           | 2–1   | 1–1       | 3–2          |
| 2011–12 | Ліга чемпіонів         | ПО      | Маккабі Хайфа      | 2–1   | 1–2       | 3–3, 4–1 (п) |
| 2011–12 | Ліга чемпіонів         | Група E | Баєр 04            | 1–1   | 0–2       | 4-е          |
| 2011–12 | Ліга чемпіонів         | Група E | Челсі              | 1–1   | 0–5       | 4-е          |
| 2011–12 | Ліга чемпіонів         | Група E | Валенсія           | 0–0   | 0–7       | 4-е          |
| 2012–13 | Ліга Європи            | 3КР     | Актобе             | 2–1   | 2–1       | 4–2          |
| 2012–13 | Ліга Європи            | ПО      | Люцерн             | 2–0   | 1–2       | 3–2          |
| 2012–13 | Ліга Європи            | Група G | Спортінг           | 2–1   | 1–1       | 1-е          |
| 2012–13 | Ліга Європи            | Група G | Базель             | 0–0   | 2–2       | 1-е          |
| 2012–13 | Ліга Європи            | Група G | Відеотон           | 3–0   | 1–0       | 1-е          |
| 2012–13 | Ліга Європи            | 1/16    | Штутгарт           | 0–2   | 1–1       | 1–3          |
| 2013–14 | Ліга Європи            | ПО      | Гапнарфйордур      | 2–0   | 5–2       | 7–2          |
| 2013–14 | Ліга Європи            | Група G | Динамо Київ        | 3–1   | 1–0       | 1-е          |
| 2013–14 | Ліга Європи            | Група G | Рапід Відень       | 1–1   | 2–2       | 1-е          |
| 2013–14 | Ліга Європи            | Група G | Тун                | 2–1   | 1–0       | 1-е          |
| 2013–14 | Ліга Європи            | 1/16    | Анжі               | 0–2   | 0–0       | 0–2          |
| 2016–17 | Ліга Європи            | 2КР     | Будучност          | 2–0   | 0–2       | 2–2, 4–2 (п) |
| 2016–17 | Ліга Європи            | 3КР     | Корк Сіті          | 1–0   | 2–1       | 3–1          |
| 2016–17 | Ліга Європи            | ПО      | Локомотива         | 2–0   | 2–2       | 4–2          |
| 2016–17 | Ліга Європи            | Група F | Атлетік Більбао    | 2–0   | 3–5       | 1-е          |
| 2016–17 | Ліга Європи            | Група F | Рапід Відень       | 1–0   | 2–3       | 1-е          |
| 2016–17 | Ліга Європи            | Група F | Сассуоло           | 3–1   | 2–0       | 1-е          |
| 2016–17 | Ліга Європи            | 1/16    | Астра              | 1–0   | 2–2       | 3–2          |
| 2016–17 | Ліга Європи            | 1/8     | Гент               | 1–1   | 5–2       | 6–3          |
| 2016–17 | Ліга Європи            | 1/4     | Сельта             | 1–1   | 2–3       | 3–4          |
| 2018–19 | Ліга Європи            | 2КР     | Фола               | 5–0   | 4–1       | 9–1          |
| 2018–19 | Ліга Європи            | 3КР     | Лех                | 2–0   | 2–1       | 4–1          |
| 2018–19 | Ліга Європи            | ПО      | Брондбю            | 5–2   | 4–2       | 9–4          |
| 2018–19 | Ліга Європи            | Група I | Мальме             | 2–0   | 2–2       | 1-е          |
| 2018–19 | Ліга Європи            | Група I | Сарпсборг 08       | 4–0   | 0–2       | 1-е          |
| 2018–19 | Ліга Європи            | Група I | Бешикташ           | 1–1   | 4–2       | 1-е          |
| 2018–19 | Ліга Європи            | 1/16    | Славія Прага       | 1–4   | 0–0       | 1–4          |
| 2019–20 | Ліга чемпіонів         | Група E | Ред Булл Зальцбург | 1–4   | 2–6       | 4-е          |
| 2019–20 | Ліга чемпіонів         | Група E | Наполі             | 0–0   | 0–4       | 4-е          |
| 2019–20 | Ліга чемпіонів         | Група E | Ліверпуль          | 1–4   | 1–2       | 4-е          |

## Відомі гравці
- Леон Бейлі
- Логан Баї
- Крістіан Бентеке
- Леон Бейлі
- Сандер Берге
- Кармел Бусуттіл
- Кевін Де Брейне
- Жан-Поль Боетьюс
- Ентоні Ванден Борре
- Ігор де Камарго
- Себастьян Деваст
- Йоган Девріндт
- Стівен Дефур
- Орландо Енгелар
- Стейн Гейзегемс
- Ронні Гасперчич
- Барт Гор
- Патрік Готс
- Жюльєн Горю
- Тордур Гудйонссон
- Вім Де Декер
- Дідьє Зокора
- Кун Кастельс
- Сувад Катана
- Крістіан Кабаселе
- Деніел Кімоні
- Філіпп Клемент
- Тібо Куртуа
- Каліду Кулібалі
- Руслан Маліновський
- Ерік Матуку
- Кара Мбоджі
- Йоакім Мехле
- Сергій Милинкович-Савич
- Аарон Мокоена
- Ян Монс
- Том Де Мюл
- Вілфред Ндіді
- Люк Ніліс
- Марвін Огунжимі
- Сандей Олісе
- Доменіко Олів'єрі
- Майк Орігі
- Деві Оєн
- Боб Петерс
- Себастіан Поконьйолі
- Алехандро Посуело
- Даніел Пуділ
- Мбвана Самата
- Веслі Сонк
- Йосип Скоко
- Бранко Струпар
- Бернд Тейс
- Леандро Троссар
- Даніель Тежер
- Кевін Ванденберг
- Сулейман Уларе
- Беснік Хасі
- Тео Янссен